# Ichthyoxenus hsiakowensis
Ichthyoxenus hsiakowensis is een pissebed uit de familie Cymothoidae. De wetenschappelijke naam van de soort is voor het eerst geldig gepubliceerd in 1935 door Yu.